# Bittacus tienmushana
Bittacus tienmushana är en näbbsländeart som beskrevs av Cheng 1957. Bittacus tienmushana ingår i släktet Bittacus och familjen styltsländor. Inga underarter finns listade i Catalogue of Life.